# 宇都宮大学
宇都宮大学（うつのみやだいがく、英語: Utsunomiya University）は、栃木県宇都宮市峰町350に本部を置く日本の国立大学。1922年創立、1949年大学設置。大学の略称は宇大（うだい）。
県庁所在地、宇都宮市郊外の住宅街に数km離れた2キャンパスを置く。古典的な文学部、理学部などの設置がなく学生数5千人程度と国立大学としては小規模であるが国際学部、地域デザイン科学部、データサイエンス経営学部と時々の時流に乗った進歩的な学部の設置が特徴である。
2020年6月、日本経済新聞社と日経HRが実施した、「企業の人事担当者からみたイメージ調査」（全上場企業と一部有力未上場企業の人事担当者を対象に、2018年4月から2020年3月までの間に採用した学生から見た大学のイメージなどを聞いた調査）において、宇都宮大学は、エリア別では関東11位、全国20位、「採用を増やしたい大学」で全国3位となった。

## 沿革
- 1949年（昭和24年）5月 - 新制「宇都宮大学」が発足。
  - 栃木師範学校、栃木青年師範学校、宇都宮高等農林学校の旧制3校を包括。それぞれは、校名に「宇都宮大学」を冠して（宇都宮大学栃木師範学校、宇都宮大学栃木青年師範学校、宇都宮大学宇都宮高等農林学校）、在校生が卒業するまで存続。
  - 学芸学部と農学部の2学部を設置。
- 1951年（昭和26年）3月31日 - 在校生が卒業し、旧制3校（栃木師範学校、栃木青年師範学校、宇都宮高等農林学校）を廃止。
- 1964年（昭和39年）4月 - 工学部を設置（前身の宇都宮工業短期大学を包括）。
- 1966年（昭和41年）4月 - 学芸学部を教育学部に改称、農学研究科を設置。
- 1973年（昭和48年）4月 - 工学研究科修士課程を設置。
- 1984年（昭和59年）4月 - 教育学研究科を設置。
- 1994年（平成6年）10月 - 国際学部を設置。
- 1999年（平成11年）4月 - 国際学研究科を設置。
- 2001年（平成13年）4月 - 遺伝子実験施設を設置。
- 2002年（平成14年）4月 - 留学生センター、工学部ものづくり創成工学センターを設置。
- 2004年（平成16年）4月 - 国立大学の法人化に伴い、国立大学法人 宇都宮大学となる。
- 2011年（平成23年）3月 - 東北地方太平洋沖地震（東日本大震災）による東北地方の被害や計画停電を考慮し、3月24日挙行予定の学位授与式（卒業式）などを中止。
- 2015年（平成27年）8月27日 - 新学部（地域デザイン科学部）の設置と既設学部（教育学部・工学部）の改組の申請が文部科学省に認可される[3][4]。
- 2016年（平成28年）4月 - 地域デザイン科学部を設置[3][4]。
  - 教育学部で教員免許取得を卒業要件としない総合人間形成課程の募集を停止[注釈 1]、教員養成に特化。
  - 工学部建設学科を新学部に移行（工学部としての建設学科の募集は停止、地域デザイン科学部としての建築都市デザイン学科の募集を開始）。
- 2019年（平成31年）4月 - 工学部基盤工学科および地域創生科学研究科を設置[5]
  - 基盤工学科設置に伴い、情報電子オプティクスコース、機械システム工学コース、物質環境科学コースを開設。機械システム工学科、情報工学科、電気電子工学科、応用化学科の学生募集を停止
  - 地域創生科学研究科修士課程の設置に伴い，国際学研究科博士前期課程，教育学研究科修士課程，工学研究科博士前期課程及び農学研究科修士課程の学生募集を停止[5]
- 2020年（令和2年）4月 - 共同教育学部（宇都宮大学群馬大学共同教育学部）を設置[6]
- 2024年（2024年）4月 - 兼ねてより地元企業や高校から経営学系・情報学系学部の新設を要望する声が多くあり、6つ目の学部となるデータサイエンス経営学部を新設することとなった[7]。既存の各学部間で連携し運営する「学環」の新設も検討したが、文部科学省から経営やデータサイエンスはニーズが高いとして「学部が望ましい」と指摘があり、学部の新設に踏み切った背景がある。

## 学部
- 国際学部
  - 国際学科

- 共同教育学部
  - 教育人間科学系
    - 教育分野
    - 教育心理分野
    - 特別支援教育分野

  - 人文社会系
    - 国語分野
    - 社会分野
    - 英語分野

  - 自然科学系
    - 数学分野
    - 理科分野
    - 技術分野

  - 芸術・生活・健康系
    - 音楽分野
      - 美術分野
      - 保健体育分野
      - 家政分野

- 農学部
  - 生物資源科学科
    - （作物栽培学、土壌学、比較農学、植物栄養学、植物分子生理学、園芸学、地質学、栄養制御学、動物育種繁殖学、動物機能形態学、家畜繁殖生理学(附属農場)、植物育種学、植物病理学、応用昆虫学、昆虫機能利用学の各研究室）

  - 応用生命化学科
  - 農業環境工学科
    - 水土環境工学コース
    - 食料生産システム工学コース
コースへの分属は2年後期[8]

  - 農業経済学科
  - 森林科学科

- 工学部
  - 基盤工学科（2019年度より、コース配属は2年次からとなる）
    - 応用化学コース
    - 機械システム工学コース
    - 情報電子オプティクスコース

- 地域デザイン科学部（2016年度開設）
  - コミュニティデザイン学科　
  - 建築都市デザイン学科
  - 社会基盤デザイン学科

- データサイエンス経営学部（2024年4月開設）
  - データサイエンス経営学科

## 研究科
- 地域創生科学研究科[注釈 2]
  - 博士前期課程
    - 社会デザイン科学専攻[9]
      - プログラム：コミュニティデザイン学、農業・農村経済学、建築学、土木工学、農業土木学、グローバル・エリアスタディーズ、多文化共生学、地域人間発達支援学

    - 工農総合科学専攻[10]
      - プログラム：光工学、分子農学、物質環境化学、農芸化学、機械知能工学、情報電気電子システム工学、農業生産環境保全学、森林生産保全学

  - 博士後期課程
    - 先端融合科学専攻[11]
      - プログラム：オプティクスバイオデザイン、先端工学システムデザイン、グローバル地域デザイン

- 教育学研究科[注釈 3](修士課程のみ)
  - 2015年入学生以降
    - 学校教育専攻
      - 教育科学コース
領域：教育学、教育心理学
      - 特別支援教育コース
領域：特別支援教育学
      - 教科教育コース
領域：国語教育、社会科教育、数学教育専修、理科教育、音楽教育、美術教育、保健体育科教育、技術科教育、家政科教育、英語科教育

    - 教職実践高度化専攻（教職大学院）

  - 2014年入学生まで[注釈 4]
    - 学校教育専攻
      - 学校教育専修
分野：教育学、教育心理学

    - 特別支援教育専攻
      - 特別支援教育専修
領域：特別支援教育学

    - カリキュラム開発専攻
      - カリキュラム開発専修
領域：カリキュラム開発・経営、カリキュラム実験

    - 教科教育専攻
      - 国語教育専修
領域：国語科教育、国語学、国文学
      - 社会科教育専修
領域：社会科教育、歴史・地理学、倫理・社会科学
      - 数学教育専修
領域：数学科教育、代数学、幾何学、解析学
      - 理科教育専修
分野・領域：理科教育、物質科学、生命・地球科学
      - 音楽教育専修
領域：音楽科教育、作曲・音楽学、演奏学
      - 美術教育専修
領域：美術科教育、絵画、デザイン、工芸
      - 保健体育専修
領域：保健体育科教育、体育学、運動学、学校保健学
      - 家政教育専修
領域：技術科教育、技術学
      - 技術教育専修
領域：家庭科教育、生活科学、家族・生活経営学
      - 英語教育専修
領域：英語科教育、英米語学・英米文学

- 工学研究科
  - 博士前期課程
    - 機械知能工学専攻
    - 電気電子システム工学専攻
    - 物質環境化学専攻
    - 地球環境デザイン学専攻
      - 建築環境デザイン学コース
      - 社会基盤デザイン学コース

    - 情報システム科学専攻
    - 先端光工学専攻（2015年度に設置）
    - 学際先端システム学専攻（2015年度に募集停止）
      - オプティクスコース
      - ITスペシャリストコース
      - 融合領域システムコース

  - 博士後期課程
    - システム創成工学専攻
      - 循環生産工学コース
      - 機能創成工学コース
      - 知能情報学コース
      - 学際先端システム学コース

- 農学研究科[注釈 5]（修士課程）
  - 生物生産科学専攻
    - 修士講座等：植物生産学、動物生産学、応用生物学、応用生物化学、資源循環・土地利用型畜産学（分野）

  - 農業環境工学専攻
    - 修士講座等：農業環境システム工学

  - 農業経済学専攻
    - 修士講座等：農業経営経済学

  - 森林科学専攻
    - 修士講座等：森林生産保全学

- 連合農学研究科[注釈 6](博士課程。宇都宮大学、東京農工大学、茨城大学で構成され、基幹大学は東京農工大学)
  - 生物生産科学専攻
    - 大講座：植物生産科学、動物生産科学、生物制御科学

  - 応用生命科学専攻
    - 大講座：応用生物化学、生物機能化学

  - 環境資源共生科学専攻
    - 大講座：森林資源物質科学、環境保全学

  - 農業環境工学専攻
    - 大講座：農業環境工学

  - 農林共生社会科学専攻
    - 大講座：農林共生社会科学

## 附属機関・施設
- 附属学校
  - 宇都宮大学共同教育学部附属小学校
  - 宇都宮大学共同教育学部附属中学校
  - 宇都宮大学共同教育学部附属幼稚園
  - 宇都宮大学共同教育学部附属特別支援学校

- 学部附属教育研究施設
  - 国際学部附属多文化公共圏センター
  - ロボティクス・工農技術研究所（REAL）[12]。
  - 工学部附属ものづくり創成工学センター
  - 農学部附属農場
  - 農学部附属演習林
    - 船生演習林
    - 日光演習林

- 学内共同教育研究施設
  - オプティクス教育研究センター
  - 雑草と里山の科学教育研究センター
  - 総合メディア基盤センター
  - 留学生・国際交流センター
  - バイオサイエンス教育研究センター

- 地域創生推進機構（地域共生研究開発センター、地域デザインセンター、地域連携教育研究センターを統合）[13]
  - 地域デザインセンター
  - 宇大アカデミー
  - 産学イノベーション支援センター

- 附属図書館
  - 本館
  - 陽東分館

- 保健管理センター
- キャリア教育・就職支援センター
- 基盤教育センター
- 教職センター

- その他の施設
  - UUプラザ
大学と地域とを結ぶ架け橋として、2011年6月にオープンした。1階にインフォメーションフロア、2階にコミュニティフロアがあり、学生や職員のほか、近隣地区の自治会などが憩いや懇談の場として利用できる。
  - 日光自然ふれあいハウス
2008年11月に農学部附属日光演習林宿泊施設を名称変更し、全学施設化。
  - 峰ヶ丘講堂
1923年に宇都宮高等農林学校の講堂として建てられ、2009年3月に改修された。学生や職員のほか、近隣地区の自治会なども利用できる。
  - 大学会館（峰キャンパス）
売店、食堂のほか、多目的ホールなども備える。
  - 石井会館（陽東キャンパス）
売店、食堂のほか、研修室や談話室なども備える。
  - 学生寮
    - 第1寮（宇都宮市石井町2980番地）
定員36名の男子寮。鉄筋3階建てで、全て個室。
    - 第2寮（宇都宮市石井町2980番地）
定員44名の女子寮。鉄筋3階建てで、全て個室。
    - 陽東寮（宇都宮市陽東7丁目1番2号）
定員80名の男子寮。鉄骨3階建てで、全て個室。
    - 雷鳴寮（宇都宮市陽東7丁目1番2号）
定員36名の男子寮。鉄筋3階建てで、全て個室。

## 対外関係

### 他大学との協定
国内・学術交流等協定校
- 放送大学学園[14]

国際・学術交流等協定校
- カリフォルニア州立大学ロサンゼルス校（アメリカ・カリフォルニア州・ロサンゼルス市）
- ノースダコタ大学 （アメリカ・ノースダコタ州）
- ノーザンブリティッシュコロンビア大学（カナダ）
- 祥明大学校（韓国・ソウル特別市）
- 尚州大学校（韓国・慶尚北道・尚州市）
- 益山大学（韓国・全羅北道・益山市）
- 天安蓮庵大学（韓国・忠南天安市）
- 復旦大学（中国・上海市）
- 浙江大学（中国・浙江省・杭州市）
- 浙江工業大学（中国・浙江省・杭州市）
- 寧波大学（中国・浙江省・寧波市）
- 浙江師範大学（中国・浙江省・金華市）
- 電子科技大学（中国・四川省・成都市）
- 内蒙古農業大学（中国・呼和浩特市）
- 香港大学（中国・香港）
- 国立政治大学（台湾・台北市）
- 国立台湾師範大学（台湾・台北市）
- モンゴル国立人文大学（モンゴル・ウランバートル）
- モンゴル国立農業大学 （モンゴル・ウランバートル）
- カセサート大学（タイ・バンコク）
- ボゴール農科大学（インドネシア・ボゴール）
- ダッカ大学（バングラデシュ・ダッカ）
- エアランゲン・ニュルンベルク・フリートリッヒ・アレクサンダー大学（ドイツ・ニュルンベルク）
- オルレアン大学（フランス・オルレアン）
- パラツキー大学（チェコ・オロモウツ）
- ビクトリア大学（オーストラリア・メルボルン）

部局間学術交流等協定校
- 国際学部
  - 釜慶大学校 人文社会科学大学（韓国・釜山広域市）
  - チチハル大学 外語学院（中国・黒竜江省）
  - 国立曁南国際大学 人文学院（台湾）
  - イルクーツク国立言語大学 国際事務局（ロシア・イルクーツク州）
  - ハバナ大学 経済学部（キューバ・ハバナ）
  - ダマスカス大学 経済学部（シリア・ダマスカス）
- 工学部
  - 東華大学 環境科学与工程学院（中国）
  - 龍華科技大学 工程学院・電資学院（台湾）
- 農学部
  - 全北大学校 農業生命科学大学（韓国・全羅北道・全州市）
  - モンクット王工科大学トンプリー校 生物資源工学研究科（タイ）
  - ガーナ大学 基礎応用科学部（ガーナ、2015年（平成27年）5月25日協定締結[15]）

以上の大学との提携関係は、国際交流室が担当している。提携内容は、先方の学生と、宇都宮大学との留学生の交換が主である。宇都宮大学と無関係の日本人が、先方の大学に留学し、宇都宮大学に対し日本における観察・実験の調査を依頼しても無理である。

### 民間企業
- TKC（人材育成に関する包括連携協定）[16]

### 地方自治体
- 栃木県（SDGs推進の連携協定）[17]

## キャンパス

### 峰キャンパス
- 所在地:宇都宮市峰町350 - 本部
  - 使用学部：国際学部・共同教育学部・農学部

交通アクセス
- LRT利用：宇都宮ライトレール「峰」停留場下車 徒歩12分[18]
- バス利用：関東自動車「宇都宮大学前（宇大前）」バス停下車 徒歩1分[18]

### 陽東キャンパス
- 所在地:宇都宮市陽東七丁目1-2
  - 使用学部：地域デザイン科学部・工学部

交通アクセス

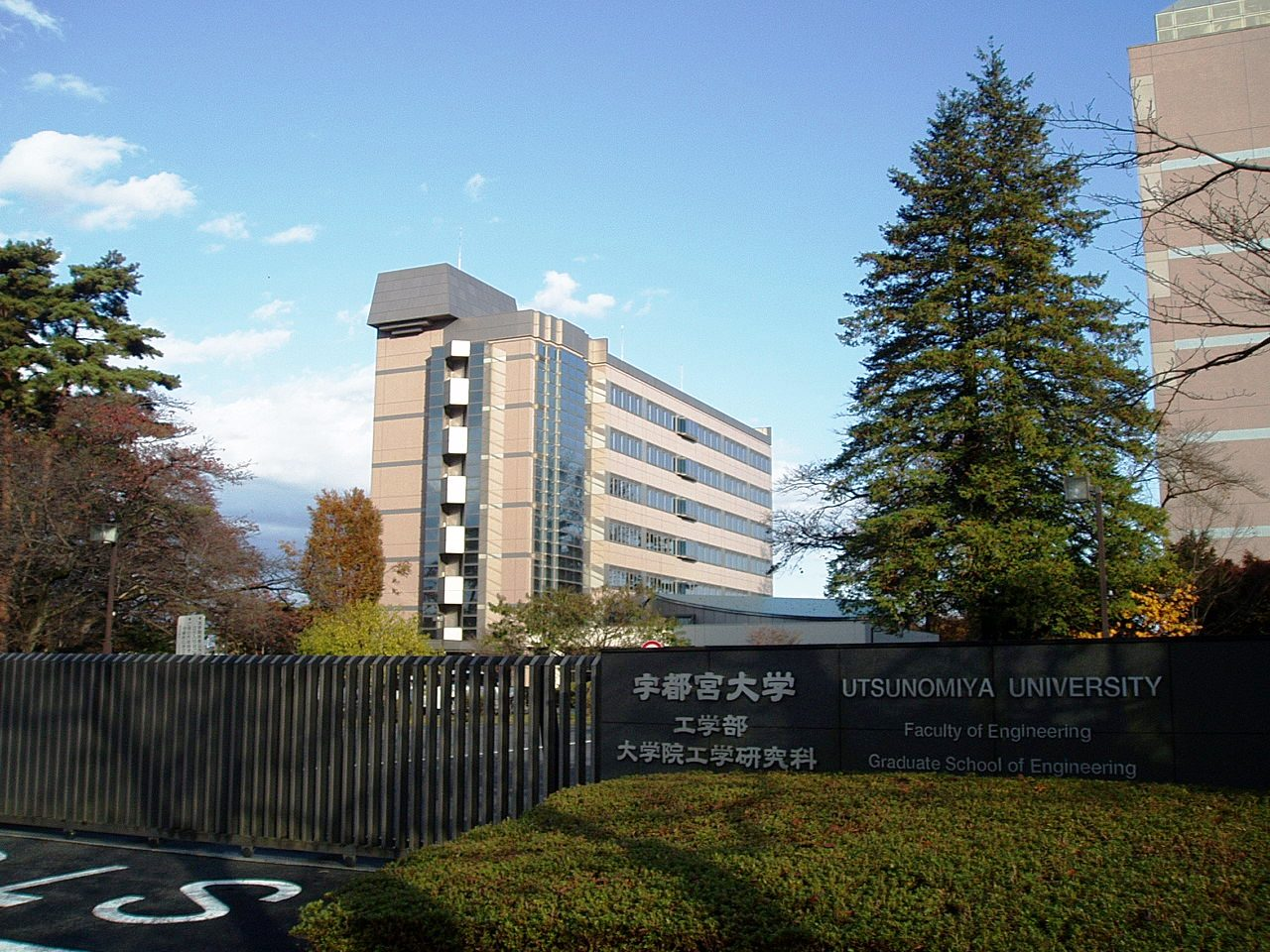
陽東キャンパス

- LRT利用：宇都宮ライトレール「宇都宮大学陽東キャンパス」停留場下車 徒歩9分[18]
- バス利用：関東自動車「工学部西」バス停下車 徒歩2分、又は「工学部前」バス停下車 徒歩6分[18]

## 受勲
- 小田中秀男（おだなか ひでお）：勲三等旭日中綬章。理学博士。北海道大学卒。宇都宮大学名誉教授。
- 津布楽喜代治（つぶら きよじ）：瑞宝重光章（2005年秋）。元宇都宮大学長。宇都宮大学名誉教授。

## ロケーション撮影地として
本大学のキャンパスはテレビドラマやCMのロケーション撮影地として頻繁に用いられている。
- 映画
  - L change the WorLd
  - ペルソナ
  - 臨場 劇場版
- ドラマ
  - WOWOW連続ドラマW「分身」
  - おひさま (NHK)
  - 三毛猫ホームズの推理
  - わたしを離さないで
  - 世にも奇妙な物語 映画監督編 「箱」
  - ちはやぶる
  - 知らなくていいコト　第4話
- PV
  - 東方神起 どうして君を好きになってしまったんだろう?
  - AKB48 ギンガムチェック 高橋栄樹監督ver.
- CM
  - 富士通TVCM

## 企業からの評価

### 人事担当者からの評価
2020年に日本経済新聞社と日経HRが実施した、「企業の人事担当者からみたイメージ調査」（全上場企業と一部有力未上場企業4,814社の人事担当者を対象に、2018年4月から2020年3月までの間に採用した学生から見た大学のイメージなどを聞いた調査）において、同大学は、「全国総合」で781大学中第20位にランキングされた。